# Classe Battle (destroyer)
Pour les articles homonymes, voir Classe Battle.
La classe Battle est une classe de destroyers de la Royal Navy (RN) et de la Royal Australian Navy (RAN) nommés d'après des batailles navales ou autres livrées par les forces britanniques ou anglaises. Construits en trois groupes, le premier groupe est commandé dans le cadre des estimations navales de 1942. Un deuxième et un troisième groupe modifiés, ainsi que deux navires d'une conception étendue sont prévus pour les estimations de 1943 et 1944. La plupart de ces navires sont annulés lorsqu'il devint évident que la guerre est en train d'être gagnée et que les navires ne sont pas nécessaires, bien que deux navires du troisième groupe, commandés pour la RAN, ne sont pas annulés et sont ensuite achevés en Australie.
Sept unités sont mis en service avant la fin de la Seconde Guerre mondiale, mais seul le HMS Barfleur participe aux combats, avec la British Pacific Fleet.